# Switchfoot
Switchfoot és un grup de rock alternatiu/power pop/post-grunge provinent de San Diego, Califòrnia, Estats Units. Van aconseguir el seu èxit prominent a 2000 pel seu disc Learning to Breathe. Segons Jon Foreman, el nom "Switchfoot" és un terme utilitzat en l'àmbit del surf. "A tots nosaltres ens encanta el surf i l'hem practicat tota la nostra vida pel que, per a nosaltres, el nom té sentit. Posicionar els teus peus significa prendre una nova postura que davant la direcció oposada. Es refereix al canvi i al moviment, una manera d'aproximar-se a la vida i a la música."

## Membres
- Jon Foreman: veu, guitarra
- Tim Foreman: baix
- Chad Butler: bateria
- Jerome Fontamillas: guitarra, teclat
- Drew Shirley: guitarra

## Discografia
- The Legend of Chin (1997)
- New Way to Be Human (1999)
- Learning to Breathe (2000)
- The Beautiful Letdown (2003)
- Nothing is Sound (2005)
- Oh! Gravity (2006)
- Hello Hurricane (2009)
- Vice Verses (2011)
- Fading West (EP) (2013)
- Fading West (2014)